# Sarcoglottis homalogastra
Sarcoglottis homalogastra är en orkidéart som först beskrevs av Heinrich Gustav Reichenbach och Johannes Eugen ius Bülow Warming, och fick sitt nu gällande namn av Rudolf Schlechter. Sarcoglottis homalogastra ingår i släktet Sarcoglottis och familjen orkidéer. Inga underarter finns listade i Catalogue of Life.